# Johannes Paul Langer
Johannes Paul Langer (* 24. Februar 1897 in Hilbersdorf; † 25. Februar 1938 in Freiberg) war ein sächsischer Historiker und Heimatforscher.

## Leben
Der Sohn des Kantors und Oberlehrers Paul Balduin Langer und seiner Frau Maria Elisabeth, geb. Schindler,  besuchte von 1903 bis 1907 die Schule in Voigtsdorf und danach bis 1915 das Realgymnasium in Freiberg. Anschließend meldete er sich als Kriegsfreiwilliger vom 11. Ersatz-See-Bataillon Nr. 2. Langer verlor im Ersten Weltkrieg ein Bein und studierte ab 1916 Germanistik, Geografie und Geschichte an der Universität Leipzig. Während des Studiums wurde er im Sommer 1917 Mitglied der Leipziger Universitäts-Sängerschaft St. Pauli. Er promovierte 1919/20 mit der Arbeit Die Waldsiedlung Hinterhermsdorf, eine siedlungs-, wirtschafts- und verfassungsgeschichtliche Studie aus der Sächsischen Schweiz.
1921 heiratete er Frieda Franke. Ab demselben Jahre unterrichtete Langer in Großschönau und 1925 wurde er Lehrer am Albertinum in Freiberg. Er veröffentlichte über 200 heimatkundliche und -geschichtliche Aufsätze sowie Lichtbildervorträge und Zeichnungen. Langer forschte u. a. über die Geschichte Freibergs und seiner Umgebung sowie der Sächsischen Schweiz, des Erzgebirges und der Oberlausitz.
Langer gehörte ab 1925 der Oberlausitzischen Gesellschaft der Wissenschaften an und wurde 1927 Vorstandsmitglied des Freiberger Altertumsvereins. Im Alter von 41 Jahren verstarb er an den Folgen seiner Kriegsverletzung.

## Werke (Auswahl)
- Die Waldsiedlung Hinterhermsdorf, eine siedlungs-, wirtschafts- und verfassungsgeschichtliche Studie aus der Sächsischen Schweiz, Leipzig 1919
- Heimatgeschichtliche Dorfstudien aus der Sächs. Schweiz und Südlausitz in Wort und Bild, Sebnitz 1929
- Heimatkundliche Streifzüge durch Fluren und Orte des Erzgebirges und seines Vorlandes, Schwarzenberg 1931
- Die sächsischen staatlichen Bergamtsreviere – eine geschichtlich-geographische Studie 1180-1869, im Auftrag des Oberbergamtes zusammengestellt, Freiberg 1935
- Die Flurformen Sachsens, Leipzig 1942